# Move in a Little Closer
«Move in a Little Closer» es una canción interpretada por la banda británica de sunshine pop Harmony Grass. Fue publicada el 6 de diciembre de 1968 como el primer sencillo de la banda.

## Posicionamiento
| Gráfica (1968)                 | Pico de posición |
| ------------------------------ | ---------------- |
| Reino Unido (UK Singles Chart) | 24               |

## Versión de Cass Elliot

### Antecedentes
«Move in a Little Closer, Baby» fue publicado el 14 de marzo de 1969 como el sencillo principal del segundo álbum de estudio de la cantante, Bubblegum, Lemonade, and... Something for Mama. Elliot recordaría haber grabado la canción como “una broma. Hice todas las voces de fondo y suena como the Mamas & the Papas. Pero estoy cansada de que me ‘golpeen en la cabeza con’ the Mamas & Papas”, haciendo referencia al descontento de Dunhill Records con el cambio de dirección musical de Elliot en su álbum debut en solitario. Las sesiones de Bubblegum, Lemonade, and... Something for Mama fueron producidas por el vicepresidente de A&R de Dunhill Records, Steve Barri, quien recordaría haber tenido a Elliot grabando música bubblegum pop porque “quería capturar quién era ella... este tipo de persona positiva, amante de la diversión”. Elliot recordaría en 1971 que en Dunhill había sido “obligada a ser tan bubblegum que me pegaba al suelo cuando caminaba”; sin embargo, la opinión de Barri era que: “Nunca grabamos nada que ella no quería hacer”, al tiempo que admitía que Elliot “no estaba demasiado emocionada” con «Move in a Little Closer, Baby». Elliot alegaría que no tenía conocimiento de la versión original de Harmony Grass de «Move in a Little Closer» cuando grabó la canción y se avergonzó al saber que, inconscientemente, había hecho una versión.

### Posicionamiento
| Gráfica (1969)                                | Pico de posición |
| --------------------------------------------- | ---------------- |
| Australia (Kent Music Report)                 | 34               |
| Canadá (RPM Top Singles)                      | 55               |
| Canadá (RPM Adult Contemporary)               | 19               |
| Estados Unidos (Billboard Hot 100)            | 58               |
| Estados Unidos (Billboard Adult Contemporary) | 32               |
| Estados Unidos (Cashbox Top 100)              | 59               |